# Éverton Ribeiro
Éverton Augusto de Barros Ribeiro (* 10. April 1989 in Arujá, SP) ist ein brasilianischer Fußballspieler.

## Karriere

### Allgemein
Ribeiro startete seine Karriere als Linksverteidiger in der Jugendmannschaft des SC Corinthians. Er zeigte sich sehr wendig und geschickt. Mit seinen Dribblings schnellen und präzisen Schüssen von außerhalb des Strafraums sicherte er sich 2007 einen Platz in der professionellen Besetzung von Corinthians.

### Verein
Trotz seines schnellen Aufstiegs in die erste Mannschaft, kam er hier nur zu wenig Einsätzen und wurde Anfang 2008 an den Zweitligisten AD São Caetano ausgeliehen. In dem Verein kam er zu regelmäßigen Einsätzen und stabilisierte seine Leistungen, was ihm auch 2009 eine Berufung zur U-20-Fußball-Südamerikameisterschaft einbrachte.
Im Februar 2011 wurde sein Wechsel zu Coritiba für circa 1,5 Millionen Real bestätigt. Der Kontrakt erhielt eine Laufzeit von drei Jahren. Er erzielte sein erstes Tor für Coritiba im Spiel gegen Atlético Goianiense, im Achtelfinale des Copa do Brasil, am 30. März 2011. Coritiba gewannen das Spiel mit 3:1.
Der Cruzeiro EC stellte Anfang 2013 zwei große Neuverpflichtungen vor Ribeiro und Dagoberto. Ribeiro wechselte für vier Millionen Reais von Coritiba. Sein Debüt für das Team war am 27. Januar 2013 in einem Freundschaftsspiel gegen die Mamore. Das erste offizielle Spiel fand dann im Februar im Derby gegen Atlético Mineiro bei der Staatsmeisterschaft von Minas Gerais statt. Am 21. August beim Sieg über den CR Flamengo, hat Everton ein von der FIFA als „das schönste Angebot in der Nacht“ eingestufte Tor erzielt. Die Saison wurde für den Spieler nicht nur mit dem Gewinn der brasilianischen Meisterschaft gekrönt, er erhielt auch den Goldenen Ball für den besten Spieler der brasilianischen Meisterschaft 2013.
Im Januar 2015 wechselte Ribeiro für eine Ablöse von umgerechnet 15 Millionen Euro zum al-Ahli Club Dabai in die Vereinigten Arabischen Emirate. Dort erhielt er einen Vierjahresvertrag. Anfang Juni 2017 wurde der Wechsel von Ribeiro zum brasilianischen Erstligisten CR Flamengo bekannt gegeben. Die Ablösesumme beträgt umgerechnet 7 Millionen Euro, der Wechsel erfolgt zum 1. Juli 2017. Mit dem Klub gewann er am 23. November 2019 2019 die Copa Libertadores. Einen Tag später fiel in der brasilianischen Meisterschaft 2019 die Vorentscheidung zu Gunsten von Flamengo und Ribeiro konnte diesen Titel zum dritten Mal feiern. Der Titel konnte Ribeiro 2020 erfolgreich verteidigen. Am 19. Oktober 2022 konnte Ribeiro mit dem Klub den Copa do Brasil 2022 gewinnen. Am 29. November folgte der Sieg in der Copa Libertadores 2022.
Anfang Januar 2024 wechselte Ribeiro zum EC Bahia. Der Kontrakt erhielt eine Laufzeit bis Jahresende 2025. Sein Debüt für Bahia gab er in einem Freundschaftsspiel am 17. Januar gegen Blackburn Rovers, in welchem er die Mannschaft als Kapitän führte (Endstand–3:3). Zu seinem Pflichtspieldebüt kam es am 24. Januar in der Staatsmeisterschaft von Bahia. In dem Spiel gegen den Jacobina EC gelang ihm auch sein erstes Tor für den Klub.

### Nationalmannschaft
Im Jahr 2009 war er Teil der Mannschaft, welche die U-20-Fußball-Südamerikameisterschaft gewann. Nach der für Brasilien enttäuschenden WM 2014 sollte Dunga ein neues Team aufbauen. Neben SSC-Neapel-Torwart Rafael Cabral, Verteidiger Gil von Corinthians Sao Paulo und Cruzeiro-Vereinskamerad Ricardo Goulart (Mittelfeld) wurde Everton Ribeiro erstmals für Brasiliens A-Nationalmannschaft nominiert. Am 17. Juni 2021 wurde im Gruppenspiel der Copa América 2021 gegen Peru nach der Halbzeitpause eingewechselt. In der 89. Minute der Partie erzielte er mit dem 3:0 sein erstes Tor für die Auswahl (Endstand–4:0).

## Erfolge
Coritiba
- Staatsmeisterschaft von Paraná: 2011, 2013

Cruzeiro
- Campeonato Brasileiro de Futebol: 2013, 2014
- Staatsmeisterschaft von Minas Gerais: 2014

Al-Ahli
- UAE Arabian Gulf League: 2015/16
- UAE Arabian Gulf Super Cup: 2016

Flamengo
- Taça Guanabara: 2018, 2020
- Taça Rio: 2019
- Staatsmeisterschaft von Rio de Janeiro: 2019, 2020
- Copa Libertadores: 2019, 2022
- Campeonato Brasileiro de Futebol: 2019, 2020
- Supercopa do Brasil: 2020, 2021
- Recopa Sudamericana: 2020
- Copa do Brasil: 2022

Nationalmannschaft
- U-20-Fußball-Südamerikameisterschaft: 2009

## Auszeichnungen
- Bola de Ouro: 2013
- Bola de Prata: 2013
- Troféu Mesa Redonda: 2013
- Auswahlspieler der Campeonato Brasileiro: 2013, 2014
- UAE Arabian Gulf League Team of the year: 2015/16
- Prêmio Craque do Brasileirão: 2019 – Auswahlmannschaft und Wahl der Fans[6], 2020 – schönstes Tor[7]